# Santa Luzia (Angra do Heroísmo)

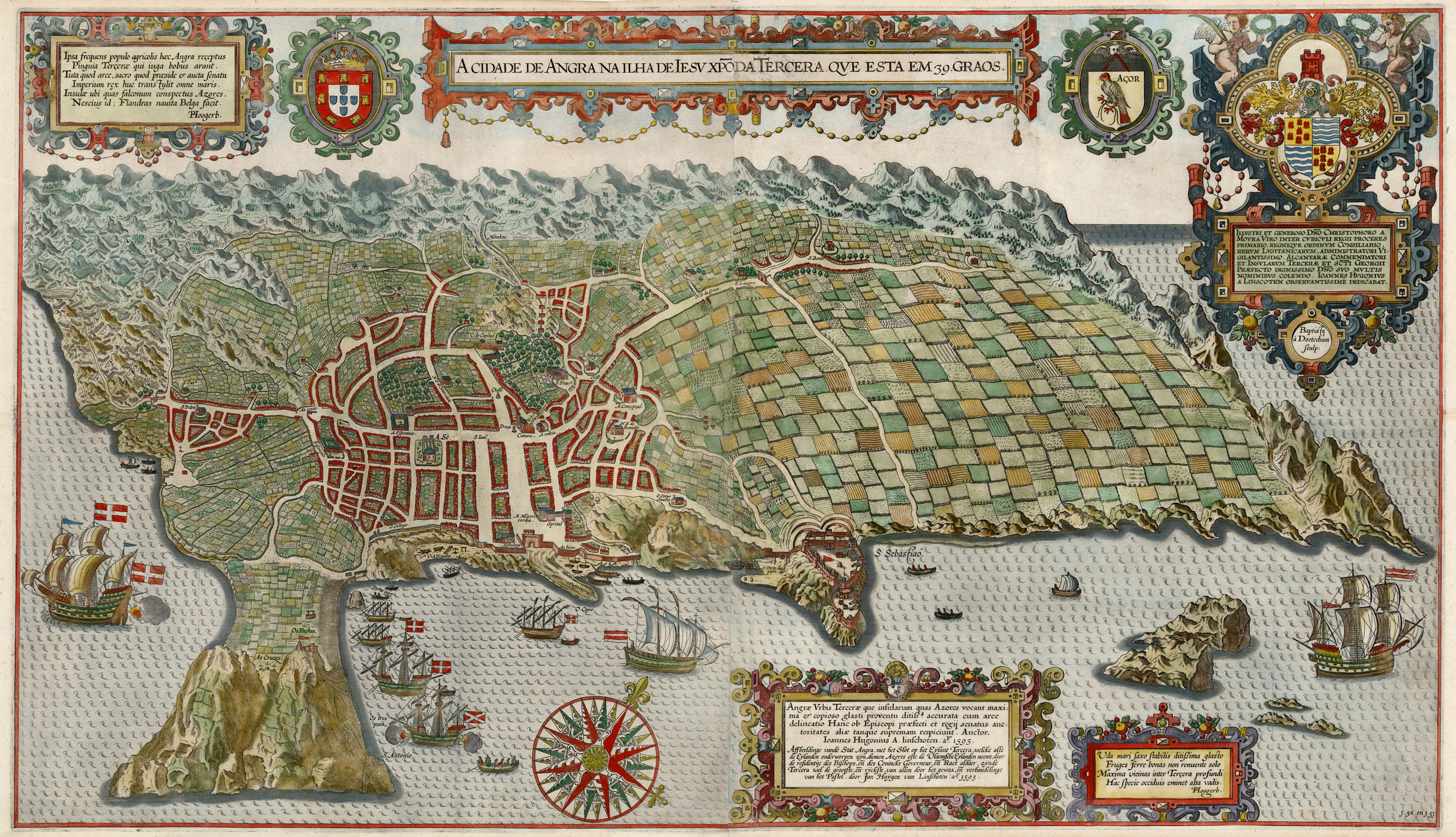
Angra em 1590-1591. Santa Luzia aparece isolada no meio de campos e pomares.

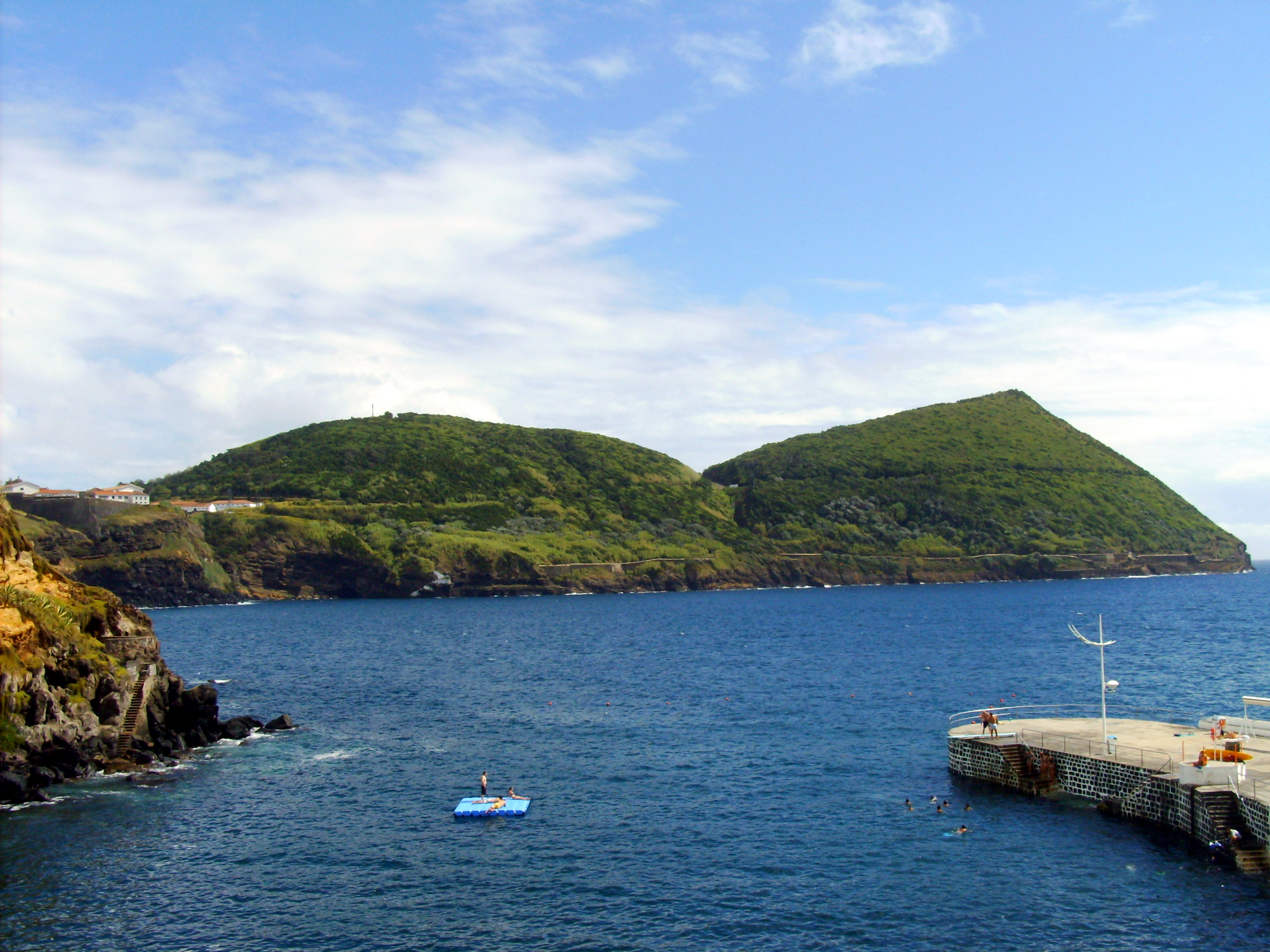
O Monte Brasil.

Santa Luzia é uma freguesia do município e da cidade de Angra do Heroísmo, na ilha Terceira, Região Autónoma dos Açores, com 1,20 km² de área e 2471 habitantes (censo de 2021). A sua densidade populacional é 2 059,2 hab./km². A sua densidade populacional é a mais alta da ilha Terceira e uma das mais altas dos Açores.
A freguesia foi a última das paróquias citadinas de Angra a ser autonomizada, correspondendo inicialmente a um território que se estendia desde a zona central da cidade até ao centro da ilha. Com a criação da freguesia do Posto Santo, a 15 de Setembro de 1980, que absorveu toda a parte rural de Santa Luzia, a freguesia ficou reduzida a um pequeno território na parte central da cidade de Angra do Heroísmo, constituindo o seu limite norte. 
A maior parte do seu território integra os limites legais da cidade, com parte do seu centro histórico incluído na zona classificada como conjunto de interesse público da cidade de Angra do Heroísmo e na zona classificada como Património da Humanidade pela UNESCO. A parte da freguesia situada entre o centro histórico e a Via Circular integra a zona de proteção ao conjunto classificado.

## Geografia

### Território
A freguesia de Santa Luzia, na configuração que resultou da autonomização em 1980 do Posto Santo, ocupa um território delimitado por um quadrilátero com cerca de 1,5 km de comprimento no sentido norte-sul, cerca de 600 m de largura ao longo do limite sul (com a freguesia da Sé), e 1,1 km de largura ao longo do limite norte (com o Posto Santo). Confronta a norte com o Posto Santo, a leste com a Conceição, a sul com a Sé e a oeste com São Pedro e Terra Chã, sendo que com esta última freguesia o limite se prolonga por menos de uma centena de metros.
Com apenas 1,2 km2 de área e localizado na encosta sobranceira ao centro da cidade de Angra do Heroísmo, de cuja estrutura urbana é parte, o território de Santa Luzia apresenta uma geomorfologia complexa, resultado dos dois poderosos alinhamentos tectónicos que o percorrem na direção norte-sul, formando duas escarpas paralelas, uma terminando no alto onde existiu o Castelo dos Moinhos (hoje o Alto da Memória), outra descendo paralelamente à Ladeira Branca, marcando o limite oeste da freguesia. Estas escarpas são a manifestação à superfície dos rejeitos de duas importantes falhas geológicas associadas à parte terminal do maciço da Serra do Morião e à doma do Espigão (estrutura geológica maioritariamente incluída no território do Posto Santo).
O declive é maior na parte mais baixa da freguesia, diminuindo em direção ao nordeste, onde a zona do Farrouco, situada a leste da doma do Espigão, é aplainada, embora mantendo a pendente em direção ao sul. É também no Farrouco que se situam os únicos solos agrícolas ainda não ocupados pela malha citadina, numa zona de solos profundos e férteis, com elevado potencial agronómico. Nesta área, a única parte da freguesia localizada fora da via circular urbana da cidade, foi recentemente construído o novo Hospital de Santo Espírito da Ilha Terceira, o qual ocupou parte importante dos solos agrícolas remanescentes no Farrouco.
O substrato geológico do território é formado por espessas escoadas de traquibasalto com origem nos centros eruptivos associados com a formação da Caldeira de Guilherme Moniz. Na parte noroeste da freguesia o substrato, embora mantendo características traquibasálticas, aproxima-se marcadamente do traquito, especialmente nas faces expostas da doma do Espigão. A parte mais baixa da freguesia está assente sobre espessos depósitos piroclásticos consolidados num tufo hialoclástico proveniente da erupção do Monte Brasil.
A rede hidrográfica que drena o território da freguesia é incipiente, reflexo da sua pequenez e da forte orografia que impede ou limita a expansão das bacias hidrográficas para o interior da ilha. Para além dessa natural limitação, o território encontra-se fortemente humanizado, o que alterou profundamente as estruturas naturais de drenagem, as quais se encontram actualmente capturadas pelos principais arruamentos de direção norte-sul, alguns dos quais foram em consequência fortemente erodidos, dando origem a caminhos fundos, em tempos misto de grota e de rua. Esta captura do escoamento superficial pelos caminhos esteve na origem de algumas sérias inundações que esporadicamente afectaram a zona central da cidade de Angra nos últimos três séculos. Apenas a Ribeira dos Moinhos, cujo troço inicial serve de limite ao território da freguesia no seu extremo nordeste, apesar de fortemente humanizada, mantém características reconhecíveis de curso de água.

### Estrutura urbana
A estrutura urbana da freguesia de Santa Luzia reflecte o carácter urbano do centro da freguesia, parte do centro da própria cidade de Angra do Heroísmo, embora a metade norte do seu território apresente um padrão misto, com uma estrutura linear, antiga e relativamente estabilizada em torno dos antigos caminhos que saíam da cidade para norte, à qual se sobrepôs uma malha urbana relativamente nucleada, constituída por zonas habitacionais recentes (na sua maioria posteriores ao terramoto de 1980) e já de carácter puramente residencial e tendencialmente suburbano. Dessa estrutura complexa resultam os seguintes núcleos:
- Miragaia e Pau São — corresponde ao núcleo antigo da freguesia, parte do núcleo histórico da cidade de Angra e da sua zona inscrita como Património Mundial no âmbito da UNESCO. Teve como génese o eixo viário da Miragaia, um dos primitivos acessos que ligavam o coração da cidade ao interior da ilha, e a Rua do Pau São, ambas orientadas sensivelmente na direção norte-sul e perpendiculares ao declive da encosta. A partir daqueles eixos foram sendo estabelecidos arruamentos, implantados segundo as linhas de nível, que densificaram a malha urbana. A igreja paroquial de Santa Luzia foi instalada no limite norte deste núcleo urbano, junto aquilo que foram em tempos os “portões de Santa Luzia”, uma das entradas na primitiva urbe. O núcleo mantém um carácter quase exclusivamente residencial, aliando habitações simples, da classe média, com alguns imóveis de grandes dimensões, com géneses em geral ligada às famílias da antiga aristocracia tradicional da cidade de Angra. Entre estes imóveis apalaçados destaca-se o Solar da Madre de Deus, hoje a residência oficial do Representante da República nos Açores, localizado no extremo oeste deste núcleo. A norte da igreja, onde hoje existe o Observatório Meteorológico José Agostinho, existiu o solar dos condes da Praia, entretanto demolido, mas lembrado na toponímia de Rua do Conde da Praia da Vitória dada à rua sita abaixo da antiga localização daquele solar.
- Bairro de Santa Luzia — este núcleo urbano corresponde a uma urbanização recente, consequência das profundas mudanças na estrutura urbana da cidade de Angra do Heroísmo que resultaram do sismo de 1 de Janeiro de 1980. Composto por prédios de apartamentos e moradias geminadas, o bairro surgiu em resposta às necessidades habitacionais que resultaram da destruição generalizada da zona central da cidade pelo sismo de 1980 e ao crescimento populacional induzido pela reconstrução e pelo crescimento da administração regional autónoma durante a década de 1980. Instalou-se nos terrenos para leste da Canada Nova, ficando fronteira à Praça de Touros de São João, entretanto demolida para dar lugar ao Centro Cultural e de Congressos de Angra do Heroísmo.
- Ladeira Branca (incluindo o Chafariz Velho) — é um núcleo urbano do tipo linear instalado ao longo da parte mais alta da Canada Nova e do Caminho do Chafariz Velho, incluindo a Canada da Luciana. A génese deste núcleo prende-se com o antigo caminho que ligava a Miragaia ao Posto Santo e à Boa Hora, via Espigão. É uma zona de habitações relativamente antigas, mas densificada por novas moradias. Na parte mais alta da Ladeira Branca, próximo do limite com a freguesia do Posto Santo, funcionou durante muitas décadas o emissor de onda média do Rádio Clube de Angra. Este núcleo urbano tem vida social própria, traduzida na sua irmandade do Espírito Santo, organizada em torno do Império do Espírito Santo da Ladeira Branca.
- Bairro de São João de Deus (incluindo o Caminho Fundo e a parte terminal da Rua da Pereira) — é uma área residencial, de urbanização relativamente antiga, que se estende pela parte final da Rua da Pereira, Caminho Fundo (hoje Rua Frei João Estaço) e pelo Bairro de São João de Deus, uma área de habitação operária maioritariamente construída na transição entre os séculos XIX e XX. O núcleo urbano é delimitado a norte pela via circular externa da cidade. Ao longo das últimas décadas a urbanização desta área tem vindo a ser densificada, com a construção de blocos de apartamentos e de residências unifamiliares, especialmente na zona de fronteira para o Bairro do Lameirinho (já no território da freguesia de Conceição. Na parte mais alta deste núcleo urbano, localiza-se uma das centrais hidroeléctricas a fio de água que constituem o sistema do Cabrito/Nasce Água. Tem vida social própria, traduzida na sua irmandade do Espírito Santo, organizada em torno do Império do Espírito Santo de São João de Deus.
- Farrouco — corresponde ao extremo nordeste do território da freguesia, a última porção que não se encontra maioritariamente urbanizada. A área era atravessada pela Canada do Breado, um antigo caminho que pela Miragaia e Ladeira da Pateira ligava a cidade de Angra ao interior e norte da ilha, o qual ficou truncado pela construção do novo hospital da ilha Terceira, ficando a parte norte, no território da freguesia do Posto Santo, separada da parte sul pelo hospital e pela via circular da cidade. No Farrouco, para além do Hospital de Santo Espírito da Ilha Terceira, nas proximidades da Ponta do Muro e da Ribeira dos Moinhos, estão implantadas as Casas de Saúde de São Rafael e do Espírito Santo, instituições de saúde mental operadas pela Ordem Hospitaleira de S. João de Deus.

## Demografia
A população registada nos censos foi:
| Distribuição da População por Grupos Etários | Distribuição da População por Grupos Etários | Distribuição da População por Grupos Etários | Distribuição da População por Grupos Etários | Distribuição da População por Grupos Etários |
| -------------------------------------------- | -------------------------------------------- | -------------------------------------------- | -------------------------------------------- | -------------------------------------------- |
| Ano                                          | 0-14 Anos                                    | 15-24 Anos                                   | 25-64 Anos                                   | > 65 Anos                                    |
| 2001                                         | 488                                          | 437                                          | 1559                                         | 517                                          |
| 2011                                         | 310                                          | 334                                          | 1525                                         | 586                                          |
| 2021                                         | 231                                          | 206                                          | 1343                                         | 691                                          |

O valor no censo de 1981 é resultante da criação da freguesia do Posto Santo.) e Serviço Regional de Estatística dos Açores (SREA).
A evolução demográfica da freguesia de Santa Luzia, pese embora os efeitos da grande vaga de emigração para a América do Norte que marcou a demografia da ilha, é dominada pela rápida urbanização da população terceirense, que a partir da década de 1950 se concentrou em torno de Angra do Heroísmo e da Base das Lajes, efeito que largamente compensou as perdas por emigração destes aglomerados, levando a um crescimento sustentado da população das freguesias urbanas. Outro efeito bem patente na evolução da população são as consequências do sismo de 1 de janeiro de 1980, que desencadeou a concentração da população na nova urbanização que ficaria conhecida por Bairro de Santa Luzia e em geral em todo o norte da freguesia, efeito que foi contrariado com a criação da nova freguesia do Posto Santo, em 1980, que retirou cerca de 1200 habitantes a Santa Luzia. A influência demográfica, por um lado da autonomização do Posto Santo e por outro destas novas residências é bem visível a partir do censo de 1991, resultando numa acentuada perda, apenas parcialmente compensada pelo efeito das novas áreas de urbanização. Nas últimas duas décadas a população entra em declínio, reflexo da migração das famílias mais jovens da zona histórica para a periferia da cidade de Angra do Heroísmo, que afecta de forma sensível as zonas mais antigas de Santa Luzia.

### Economia
A partir da década de 1980, quando o então lugar do Posto Santo se autonomizou de Santa Luzia, a freguesia passou a deter um território exclusivamente urbano, pelo que a sua economia passou a reflectir essa realidade. Sendo a freguesia parte do núcleo citadino mais consolidado de Angra, o seu território é hoje essencialmente uma zona residencial consolidada, na qual coexistem, embora de forma pouco significativa, algumas actividades económicas ligadas ao pequeno comércio e alguns serviços administrativos.
A maioria da população está ligada ao emprego no sector terciário da economia. A economia de Santa Luzia é dominada de forma esmagadora pelo trabalho assalariado na zona urbana de Angra do Heroísmo, não subsistindo na freguesia quaisquer traços de ruralidade, sendo essencialmente uma zona de economia terciária.

## História
O território da actual freguesia de Santa Luzia começou a ser habitado durante a década de 1450, parte da povoação de São Salvador de Angra, fundada, logo nos primeiros tempos do povoamento da costa sul da ilha Terceira, por um grupo de colonos capitaneado por Álvaro Martins Homem, que ocupou, a partir de 1450, uma faixa de terrenos em torno da ribeira de caudal permanente que desaguava na baía a leste do istmo do Monte Brasil. O nome do povoado derivou da ermida que os povoadores entretanto levantaram sob a invocação de São Salvador do Mundo, uma das invocações de Cristo mais ricas em simbologia geográfica, ligada à orbe, como que afirmando a esfericidade da Terra, mesmo quando essa realidade era considerada incompatível com a ortodoxia católica.
À medida que os terrenos mais altos sobranceiros ao povoado de São Salvador foram sendo desbravados, foram abertos acessos ao interior da ilha e ligações aos povoados que entretanto se iam formando nas imediações. É neste contexto que se estrutura aquilo que hoje é Santa Luzia: a parte mais antiga nasce ao longo do caminho que ligava o centro do povoado ao interior da ilha, a actual Miragaia, com bifurcação, primeiro para o Chafariz Velho e para o caminho que por ali ligava às nascentes do Posto Santo e ao oeste da ilha (pelas Figueiras Pretas), e depois às terras altas do Farrouco e matos do interior da ilha pelo Caminho Fundo, Canada do Breado e Ladeira da Pateira.
Outras áreas habitadas foram surgindo a oeste desse caminho, em particular nas terras pertença dos descendentes de Álvaro Vaz Merens e de sua mulher, Isabel Velho, irmã de frei Gonçalo Velho, comendador de Almourol e povoador da ilha de Santa Maria, que terá estado em Angra a deixar sua irmã e cunhado. Este casal, que a partir de 1450 se estabeleceu em Angra, recebeu valiosas dadas, em especial uma grande porção de terrenos situados entre o Porto de Pipas e a Grota do Vale, possuindo também os que compunham o alto sobre o povoado de Angra. Neste alto, João Vaz Merens, filho do primeiro senhor daqueles terrenos, casado com Catherina Lourenço Fagundes, construiu a sua casa e fundou uma ermida sob a invocação de Santa Luzia de Siracusa. A presença desta ermida originou o topónimo actual, passando o local a ser conhecido por alto de Santa Luzia.
Quase um século mais tarde, em 1551, Joana Fernandes, viúva de Francisco de Melo, doou terreno naquele lugar para erigir uma nova ermida em substituição da primitiva. Este novo templo, de maiores dimensões e já com um carácter público, passou a constituir uma referência na periferia noroeste da já então cidade de Angra, marcando, embora informalmente, o seu limite norte. As referências aos "portões" de Santa Luzia como limite norte da cidade (a par dos portões de São Pedro e de São Bento a oeste e leste, respectivamente) resultam desta posição de limite e tiveram uma tradução física num portão em arco que existiu junto à igreja até ser demolido por volta de 1930.
Entretanto, abaixo da ermida, foram nascendo novos arruamentos, mas a zona manteve o seu carácter rural, como bem pode ser observado na carta de Jan Huygen van Linschoten, desenhada aquando da sua estadia em Angra em 1590 e 1591 e publicada em 1596, no qual a ermida de Santa Luzia aparece no meio dos campos, com apenas algumas habitações isoladas nas imediações. Contudo, na parte mais baixa, ao longo da Rua do Rego, já estava consolidada a malha urbana.
O crescimento da cidade de Angra, a sua afirmação como porto de escala e a criação em 1534 da Diocese de Angra com sede episcopal na igreja de São Salvador, levaram a que a paróquia inicial fosse sucessivamente fragmentada em novas paróquias, elevando a igrejas paroquiais as ermidas sufragâneas que entretanto tinham sido construídas e abertas ao culto público. No final desse processo, a cidade de Angra passou a ser constituída por cinco paróquias, as actuais cinco freguesias urbanas.
Entre essas cinco freguesias que formam a cidade de Angra, Santa Luzia foi a última a ser criada, porquanto já existiam a da Sé, a mais antiga, com o seu orago de São Salvador, indiscutivelmente remontando aos anos do povoamento, entre 1450 e 1460, a de Nossa Senhora da Conceição, criada em 1553, a de São Bento, que apesar de ser referida como de extramuros, isto é, de fora de portas da cidade, aparece em 1572, seguida, no mesmo ano, da vigararia de São Pedro.
Com a conquista da Terceira pelas forças espanholas comandadas por D. Álvaro de Bazán y Guzmán, na sequência do desembarque da Baía das Mós e da queda e saque da cidade de Angra a 28 de Julho de 1583, foi instalada na cidade uma força de ocupação constituída por 2 000 soldados espanhóis. Este presídio castelhano, como era então referido, veio aumentar substancialmente a população residente na então paróquia da Sé, levando a que o bispo solicitasse a criação de uma nova paróquia por subdivisão daquela. Inicialmente essa subdivisão resultou na criação de um curato, provavelmente em 1585, ficando entregue ao cura padre Manuel de Araújo de Ávila. A data de 2 de Fevereiro de 1585, que aparece erradamente referida em diversos autores como sendo a de elevação a freguesia, corresponde eventualmente à da criação do curato.
A autonomização de Santa Luzia enquanto freguesia independente foi iniciativa do bispo D. Manuel de Gouveia, que para tal solicitou autorização do rei Filipe I de Portugal, alegando ser necessário desanexar da Sé, a cuja paróquia e freguesia pertencia a porção territorial que veio a constituir Santa Luzia, por esta paróquia estar superlotada habitacionalmente com os seus 1 200 fogos e as suas cinco mil e tantas almas de confissão, sem contar com o contingente dos 2 000 soldados do presídio castelhano, pois a soldadesca pernoitava aboletada em casas particulares e nos quartéis aos Quatro Cantos enquanto se construía o Castelo de São João Baptista do Monte Brasil. Estas circunstâncias forçosamente sobrecarregavam o serviço religioso da Sé no seu quotidiano, a que acrescia o grande tráfego marítimo que cruzava o porto da cidade e cuja assistência religiosa vinha sendo também assegurada na sua maior parte pelo serviço da catedral, principalmente durante a desobriga das tripulações em viagem. Na exposição que enviou ao rei, o bispo de Angra afirma existir grande número de povo e que são muitas as queixas dos enfermos por não lhe acudirem com a celeridade necessária e que os serviço de confissões, os sepultamentos e unções, casamentos e baptismos esperavam pelos curas muitas horas. Lembrava ainda que a cidade de Angra era escala das contínuas navegações [...] cuja gente enquanto aqui está pela maior parte fica desobrigando na dita Sé.
O rei foi sensível aos argumentos de D. Manuel de Gouveia e por alvará datado de 23 de Maio de 1595 deu o régio consentimento à criação da nova freguesia. Note-se que o rei emite este alvará na sua qualidade de mestre, governador e administrador perpétuo do Mestrado de Cavalaria e Ordem de Nosso Senhor Jesus Cristo, ordem à qual competiam os poderes da jurisdição, da espiritualidade e temporalidade das ilhas dos Açores. Recebida a permissão real, por carta datada de 18 de Agosto de 1595, o bispo procede à ereção da nova paróquia, ficando assim concluso o processo de autonomização da actual freguesia de Santa Luzia.
A carta de criação da freguesia fixou-lhe limites alargados, semelhantes às restantes freguesias urbanas, incluindo uma parte citadina e uma faixa de terrenos que se estendia até à linha de cumeeiras das montanhas situadas a norte da cidade. Os limites originais, apenas alterados com a criação da freguesia do Posto Santo, eram:
«desde a rua de paulus gomes d’ambas as bandas ate a casa de george de lemos de Betancor, e polla de baixo desdo chafaris em diante correndo polla rua do rego de ambas as bandas ate as casas do Almoxarife e dellas ate o castelo e delle ate a serra cortando com a ribejra e leuada dos moinhos com todos os moradores que há dentro dos ditos lemites».
 Estes limites apenas seriam alterados em 1980, com a autonomização da parte rural da freguesia para formar a nova freguesia do Posto Santo.
A pequena igreja era insuficiente para o serviço paroquial, recebendo um sino da catedral por empréstimo autorizado pelo bispo D. Manuel de Gouveia. A igreja inicial foi substituída por uma nova em 1679, a fazer fé na inscrição que existia sobre a porta lateral do templo, mas manteve uma só nave, de dimensões reduzidas e uma relativa pobreza arquitectónica. Durante as obras, de Abril de 1679 a Junho de 1680, o serviço religioso esteve deslocado para a igreja do Convento de Nossa Senhora da Graça, localizado no Alto das Covas, no terreno onde actualmente se localiza a Escola Infante D. Henrique. Esta pequenez da igreja levou a que em 1922 fosse decidido realizar uma remodelação do templo, a qual só se iniciou em Maio de 1928, sendo a igreja remodelada benzida a 27 de Abril de 1930. Durante estas obras foi demolido o arco anexo à igreja que assinalava os antigos "portões" da cidade. A igreja de Santa Luzia, embora remodelada e ampliada, foi de pouca dura, pois foi destruída pelo sismo de 1 de Janeiro de 1980, tendo sido substituída por uma construção nova.
A expansão para norte da malha urbana foi travada pela existência de duas grandes propriedades, com os respectivos solares e reduto: (1) a noroeste o Solar da Madre de Deus, da família Bettencourt; e (2) a norte o solar dos Condes da Praia, descendentes directos de Álvaro Vaz Merens, o primeiro possuidor daqueles terrenos e pai do fundador da ermida original de Santa Luzia. Estas duas grandes propriedades mantiveram-se indivisas até aos anos iniciais do século XX, sendo os respectivos terrenos apenas urbanizados após o sismo de 1 de Janeiro de 1980, dando lugar ao Observatório Meteorológico José Agostinho e ao actual Bairro de Santa Luzia. Em consequência, na zona central da freguesia a malha urbana ficou restrita à parte mais baixa, excepto no que respeita a desenvolvimentos lineares ao longo das vias existentes, às quais se juntou, já no século XIX, a Canada Nova de Santa Luzia, construída ao longo do limite oeste da propriedade dos Bettencourt da Madre de Deus.
Sorte diferente tiveram os terrenos situados a norte do antigo Castelo dos Moinhos, nos quais se instalou o Bairro de São João de Deus, de características proletárias e ligado às pequenas indústrias de moagem e outras que se instalaram ao longo da levada que da Nasce Água descia pelo Pisão. Aquele Bairro teve como núcleo a Ermida de São João de Deus, cuja primeira pedra fora lançada a 23 de Abril de 1657, e que com o seu terreiro (um largo central) e o respectivo império do Espírito Santo, se constituiu como o primeiro bairro marcadamente operário da cidade de Angra, com as suas pequenas casas térreas em banda (com a típica configuração janela-porta-janela).
Outra estrutura marcante da freguesia, situada na Miragaia, é o Recolhimento de Jesus, Maria e José, mais conhecido por Mónicas, uma instituição de solidariedade social fundada em meados do século XVIII por voto pio de Mónica Maria Francisca de Andrade, viúva de João de Sousa Fagundes, que havia enriquecido no Brasil. A instituidora, que foi a primeira prioreza do recolhimento, doou a sua fortuna à instituição por escritura de 19 de Outubro de 1747 e nela se recolheu com outras mulheres, vindo nela a falecer a 22 de Janeiro de 1768. No entretanto a instituição sofreu grandes obras, vindo a albergar uma capela de grandes dimensões, a qual funcionou por diversas vezes como alternativa à igreja paroquial. Ainda se mantém como lar de idosas, perpetuando a intenção da sua instituidora.
Ao longo da levada que marca o limite leste da freguesia desde cedo se instalaram diversos moinhos, o que deu a este limite da freguesia um carácter operário. Da moagem de cereais evoluiu-se para outros aproveitamentos, nomeadamente na saboaria, na curtimenta de couros, tanoaria e, mais recentemente, na indústria do tabaco.
No que respeita à indústria dos tabacos, a primeira fábrica que existiu nos Açores localizava-se no lugar das Dadas, nas imediações do Castelo dos Moinhos. Foi iniciativa do empresário e escritor João Marcelino de Mesquita Pimentel, que ali constituiu uma empresa denominada Fábrica Nicotiana Angrense. A fábrica foi de pouca dura, sendo substituída por uma saboaria, a funcionar nas mesmas instalações, a qual foi demolida para alargar o largo fronteiro à Memória. Também na Miragaia existiu a fábrica de tabacos Angrense, que encerrou a 10 de Dezembro de 1903.
Na Ladeira Branca funcionou desde 22 de Março de 1894 até cerca de 1930 a Saboaria União Fabril Terceirense, com fabrico de várias qualidades de sabão e sabonetes medicinais. Esta unidade industrial teve alguma importância, exportando sabão e sabonetes para as ilhas vizinhas. Pouco abaixo deste estabelecimento funcionou até meados do século XX um telhal e manufactura cerâmica, que utilizava barro extraído localmente, que misturava com barro importado da ilha de Santa Maria.
Na Ponta do Muro, onde actualmente existe uma padaria, funcionou a Preservação Terceirense, uma fábrica de pregos, fundição e serralharia, produzindo essencialmente para o mercado local.
No Bairro de São João de Deus funcionou uma instalação de moagem mecânica, que agregou os moinhos existentes nas imediações. Esta moagem, de grandes dimensões para o meio angrense, funcionou até 11 de Novembro de 1965, dia em que foi destruída por um violento incêndio. O seu edifício, reconstruído, tem tido diversas utilizações nas áreas comercial e industrial.
O Castelo dos Moinhos foi abandonado após a construção do Castelo de São João Baptista do Monte Brasil, permanecendo em ruínas durante muitas décadas. Logo após a vitória liberal, selada com a assinatura da Convenção de Évora Monte, morreu  D. Pedro IV de Portugal. Surgiu então na Terceira a ideia de construir um monumento em memória do imperador, processo que foi liderado por José Silvestre Ribeiro, ao tempo administrador-geral do Distrito de Angra do Heroísmo. Depois de muitas hesitações, foi escolhido o local do antigo castelo, sobranceiro à cidade e visível de toda ela, para ali instalar o monumento. De concepção inspirada na simbologia maçónica, constituído por um obelisco piramidal assente sobre um plinto elevado, os trabalhos de demolição das velhas estruturas que restavam do castelo foi iniciado a 20 de Maio de 1844 e a primeira pedra foi lançada a 3 de Março de 1845, aniversário do desembarque de D. Pedro de Bragança na ilha Terceira. Nessa cerimónia, que teve grande relevo pela adesão em massa das forças progressistas da ilha, foi usada a pedra do Cais da Alfândega que se dizia fora a primeira a ser pisada pelo imperador aquando do seu desembarque em Angra a 3 de Março de 1832. O monumento, instalado no redenominado Alto da Memória, ficou concluído em Junho de 1856, sendo o primeiro dos obeliscos erigidos em memória dos vencedores da Guerra Civil.
Santa Luzia também albergou as primeiras praças de touros de construção permanente que existiram na ilha Terceira. A primeira, construída em terrenos localizados a oeste da Rua da Pereira, denominou-se Praça de Touros do Espírito Santo e foi inaugurada em 3 de Maio de 1894. Foi contudo de pouca dura, pois, sendo construída em madeira, foi destruída por um incêndio na noite de 23 de Agosto de 1900. Foi substituída pouco depois pela Praça de Touros de São João, construída na Canada Nova, em alvenaria de pedra, e que se manteria em actividade até depois do sismo de 1 de Janeiro de 1980, apesar de ter sido severamente danificada por este. Foi demolida para dar lugar ao Centro Cultural e de Congressos de Angra do Heroísmo, edifício onde uma escultura de um toiro recorda a anterior ocupação daquele espaço.
A freguesia teve diversas escolas primárias, a funcionar em casas arrendadas, as quais foram fundidas com as escolas da Sé e de São Pedro para formar a Escola Infante D. Henrique, instalada em 1955 em edifício próprio, construído no Alto das Covas aproveitando para tal o terreno em que funcionara o extinto Convento da Graça. No Bairro de São João de Deus foi inaugurado a 1 de Janeiro de 1960 um edifício escolar de duas salas, do Plano dos Centenários, mas este foi extinto em 1994 com a construção de uma nova escola com capacidade para albergar os alunos provenientes do Bairro Social do Lameirinho, da vizinha freguesia da Conceição. No edifício funciona uma instituição de solidariedade social.
O solar dos Condes da Praia foi adquirido em 1915 pela Diocese de Angra com o objectivo de nele instalar o Seminário Episcopal de Angra, cujas instalações tinham sido confiscadas pelo Governo da República na sequência da separação entre o estado e a Igreja Católica que resultou da implantação da República Portuguesa. Apesar de ter albergado serviços da diocese e de ter servido de internato para seminaristas, acabou por ser demolido para com a pedra das suas paredes ser construído, em 1929, o actual edifício do Seminário, frente ao Palácio dos Capitães-Generais. O solar era um imóvel de grandes dimensões que tinha servido de residência à família Paim de Bruges, período durante o qual também esteve ligado à vida política angrense, em particular à preparação da revolta liberal de 22 de Junho de 1828. Nos terrenos onde existiu o solar foi construído o Observatório Meteorológico José Agostinho.
O Observatório Meteorológico José Agostinho, assim denominado em homenagem ao meteorologista e naturalista José Agostinho, também um dos mais ilustres residentes de Santa Luzia, é o herdeiro do antigo Posto Meteorológico de Angra, fundado em 1862 pelo médico José Augusto Nogueira Sampaio. Inicialmente o Posto Meteorológico funcionou ligado ao Liceu de Angra do Heroísmo, instalado numa torre de madeira construída na face oeste do claustro do Convento de São Francisco de Angra. A sua montagem foi auxiliada por Fradesso da Silveira, ao tempo director do Observatório Meteorológico de Lisboa, e Urbain Le Verrier, director do Observatório de Paris, que forneceu a maior parte dos instrumentos. Foi transferido em 1881 para uma das torres da Igreja do Colégio, sendo em 1901 integrado no Serviço Meteorológico dos Açores. Em 1941, por iniciativa de Duarte Pacheco, então Ministro da Obras Públicas, o Estado adquiriu o que restava dos terrenos do solar dos Condes da Praia e aí construiu as actuais instalações, as quais se encontram parcialmente arruinadas desde o sismo de 1 de Janeiro de 1980.
A configuração actual da freguesia resulta por um lado da separação do território do Posto Santo, em 1980, e por outro das profundas alterações que resultaram da reconstrução da cidade após o sismo de 1 de Janeiro de 1980. A necessidade de reinstalar parte substancial da população urbana levou à construção do Bairro de Santa Luzia, instalado nos terrenos que haviam pertencido ao Solar da Madre de Deus, ligando a Canada Nova ao Chafariz Velho, fechando assim a malha urbana naquela parte da cidade. A construção do bairro também resultou numa profunda alteração da composição social da população da freguesia, introduzindo uma forte componente mais jovem e mais qualificada, ligada ao sector terciário, com destaque para os funcionários da administração regional autónoma, então em instalação. A abertura da via circular à cidade, ligando a Ponta do Muro à Canada Nova, e a recente construção do Hospital de Santo Espírito da Ilha Terceira nos terrenos do Farrouco, cortando emdefinitivo a antiga Canada do Breado, alterou profundamente a geografia da parte alta de santa Luzia, criando um novo limite à sua malha urbana.
Em consequência desta evolução, hoje Santa Luzia é um espaço urbano de elevada densidade, essencialmente residencial, funcionando como uma das principais manchas urbanizadas da cidade de Angra, na qual coexistem áreas antigas com vastos espaços urbanizados nas últimas duas décadas do século XX.

## Património
- Memória a D. Pedro IV
- Império do Espírito Santo de Santa Luzia
- Império do Espírito Santo de São João de Deus
- Império do Espírito Santo da Ladeira Branca
- Igreja de Santa Luzia (Angra do Heroísmo)
- Solar da Madre de Deus
- Centro Cultural e de Congressos de Angra do Heroísmo